# Trofeo Luis Bonavia 2019
El Trofeo Luis Bonavia 2019 (2019 Lousito Bonavia Trophy en inglés y de manera oficial) será la cuarta (5.°) edición de la Supercopa de fútbol sala de Gibraltar. Esta edición la disputaron Lynx, campeón de la División 1 2018-19 y Mons Calpe, como el mejor ubicado (2.°) en la tabla de posiciones de la fase regular (ante la desaparición de Gibraltar Phoenix, 1.°).
El único partido del torneo —la final— se jugó el 16 de octubre de 2019 en el Tercentenary Sports Hall. Lynx se consagró campeón luego de vencer por 18 – 2 a Mons Calpe, y de esta manera obtuvo su quinto título de manera consecutiva.

## Clubes participantes
| Equipo     | Método de clasificación                         |
| ---------- | ----------------------------------------------- |
| Lynx       | Campeón de la División 1 2017-18                |
| Mons Calpe | 2.° en la fase regular de la División 1 2017-18 |

## Final
La final se jugó el 16 de octubre de 2019 en el Tercentenary Sports Hall. Se jugó en dos tiempos de treinta minutos cada uno con un intermedio de 10 minutos entre cada tiempo. El primer tiempo terminó con una ventaja de 5 - 2 para Lynx. En la segunda parte Lynx aumentó su ventaja y el marcador terminó en 18 - 2.   
| Lynx | Mons Calpe |
| 18   | 2          |
| ---- | ---------- |

| 16 de octubre de 2019, 21:15 (HCEV) — Tercentenary Sports Hall, Gibraltar |
| ------------------------------------------------------------------------- |

| 1         | José Romero Gómez (port.)     | 13   | Steven Pardo (port.)       |
| 6         | Adrián Domínguez              | 2    | Carl Machin                |
| 9         | Jayden Parody                 | 4    | Jonatan García Navas       |
| 10        | Ezequiel Martín Martín (cap.) | 6    | Antonio Fernández Sabastro |
| 12        | Daniel Espinoza Lobato        | 10   | José Machado Ruiz          |
| Ent.      | Nick Rodríguez                | Ent. |                            |
| Suplentes |                               |      |                            |
| 13        | Daniel Navarro (port.)        | 1    | Kaylan Borda (port.)       |
| 3         | Neal Medina                   | 12   | Ilias Rahmouni             |
| 4         | Andrew López                  | 19   | Leonardo Vela              |
| 5         | Ethan Pérez                   | 20   | John Machin (cap.)         |
| 11        | Rubén Ruiz                    |      |                            |
| 14        | Antonio Cintas                |      |                            |
| 17        | Naoufal El Andaloussi         |      |                            |

| Goles | Goles | Goles | Goles | Goles |
| ----- | ----- | ----- | ----- | ----- |
|       |       | –     |       |       |
|       |       | –     |       |       |
|       |       | –     |       |       |
|       |       | –     |       |       |
|       |       | –     |       |       |
|       |       | –     |       |       |

| Amonestaciones | Amonestaciones | Amonestaciones | Amonestaciones |
| -------------- | -------------- | -------------- | -------------- |
|                | Amonestado     | Amonestado     |                |
|                | Expulsado      | Amonestado     |                |

| Lynx | Mons Calpe |
| 18   | 2          |
| ---- | ---------- |

| 16 de octubre de 2019, 21:15 (HCEV) — Tercentenary Sports Hall, Gibraltar |
| ------------------------------------------------------------------------- |

| 1         | José Romero Gómez (port.)     | 13   | Steven Pardo (port.)       |
| 6         | Adrián Domínguez              | 2    | Carl Machin                |
| 9         | Jayden Parody                 | 4    | Jonatan García Navas       |
| 10        | Ezequiel Martín Martín (cap.) | 6    | Antonio Fernández Sabastro |
| 12        | Daniel Espinoza Lobato        | 10   | José Machado Ruiz          |
| Ent.      | Nick Rodríguez                | Ent. |                            |
| Suplentes |                               |      |                            |
| 13        | Daniel Navarro (port.)        | 1    | Kaylan Borda (port.)       |
| 3         | Neal Medina                   | 12   | Ilias Rahmouni             |
| 4         | Andrew López                  | 19   | Leonardo Vela              |
| 5         | Ethan Pérez                   | 20   | John Machin (cap.)         |
| 11        | Rubén Ruiz                    |      |                            |
| 14        | Antonio Cintas                |      |                            |
| 17        | Naoufal El Andaloussi         |      |                            |

| Goles | Goles | Goles | Goles | Goles |
| ----- | ----- | ----- | ----- | ----- |
|       |       | –     |       |       |
|       |       | –     |       |       |
|       |       | –     |       |       |
|       |       | –     |       |       |
|       |       | –     |       |       |
|       |       | –     |       |       |

| Amonestaciones | Amonestaciones | Amonestaciones | Amonestaciones |
| -------------- | -------------- | -------------- | -------------- |
|                | Amonestado     | Amonestado     |                |
|                | Expulsado      | Amonestado     |                |

| Lynx | Mons Calpe |
| 18   | 2          |
| ---- | ---------- |

| 16 de octubre de 2019, 21:15 (HCEV) — Tercentenary Sports Hall, Gibraltar |
| ------------------------------------------------------------------------- |

| 1         | José Romero Gómez (port.)     | 13   | Steven Pardo (port.)       |
| 6         | Adrián Domínguez              | 2    | Carl Machin                |
| 9         | Jayden Parody                 | 4    | Jonatan García Navas       |
| 10        | Ezequiel Martín Martín (cap.) | 6    | Antonio Fernández Sabastro |
| 12        | Daniel Espinoza Lobato        | 10   | José Machado Ruiz          |
| Ent.      | Nick Rodríguez                | Ent. |                            |
| Suplentes |                               |      |                            |
| 13        | Daniel Navarro (port.)        | 1    | Kaylan Borda (port.)       |
| 3         | Neal Medina                   | 12   | Ilias Rahmouni             |
| 4         | Andrew López                  | 19   | Leonardo Vela              |
| 5         | Ethan Pérez                   | 20   | John Machin (cap.)         |
| 11        | Rubén Ruiz                    |      |                            |
| 14        | Antonio Cintas                |      |                            |
| 17        | Naoufal El Andaloussi         |      |                            |

| Goles | Goles | Goles | Goles | Goles |
| ----- | ----- | ----- | ----- | ----- |
|       |       | –     |       |       |
|       |       | –     |       |       |
|       |       | –     |       |       |
|       |       | –     |       |       |
|       |       | –     |       |       |
|       |       | –     |       |       |

| Amonestaciones | Amonestaciones | Amonestaciones | Amonestaciones |
| -------------- | -------------- | -------------- | -------------- |
|                | Amonestado     | Amonestado     |                |
|                | Expulsado      | Amonestado     |                |

| Lynx | Mons Calpe |
| 18   | 2          |
| ---- | ---------- |

| 16 de octubre de 2019, 21:15 (HCEV) — Tercentenary Sports Hall, Gibraltar |
| ------------------------------------------------------------------------- |

| 1         | José Romero Gómez (port.)     | 13   | Steven Pardo (port.)       |
| 6         | Adrián Domínguez              | 2    | Carl Machin                |
| 9         | Jayden Parody                 | 4    | Jonatan García Navas       |
| 10        | Ezequiel Martín Martín (cap.) | 6    | Antonio Fernández Sabastro |
| 12        | Daniel Espinoza Lobato        | 10   | José Machado Ruiz          |
| Ent.      | Nick Rodríguez                | Ent. |                            |
| Suplentes |                               |      |                            |
| 13        | Daniel Navarro (port.)        | 1    | Kaylan Borda (port.)       |
| 3         | Neal Medina                   | 12   | Ilias Rahmouni             |
| 4         | Andrew López                  | 19   | Leonardo Vela              |
| 5         | Ethan Pérez                   | 20   | John Machin (cap.)         |
| 11        | Rubén Ruiz                    |      |                            |
| 14        | Antonio Cintas                |      |                            |
| 17        | Naoufal El Andaloussi         |      |                            |

| Goles | Goles | Goles | Goles | Goles |
| ----- | ----- | ----- | ----- | ----- |
|       |       | –     |       |       |
|       |       | –     |       |       |
|       |       | –     |       |       |
|       |       | –     |       |       |
|       |       | –     |       |       |
|       |       | –     |       |       |

| Amonestaciones | Amonestaciones | Amonestaciones | Amonestaciones |
| -------------- | -------------- | -------------- | -------------- |
|                | Amonestado     | Amonestado     |                |
|                | Expulsado      | Amonestado     |                |